# Макраи, Габор
Га́бор Ма́краи (венг. Makrai Gábor; род. 26 июня 1996, Эгер) — венгерский футболист, нападающий клуба «Казинцбарцика».

## Клубная карьера

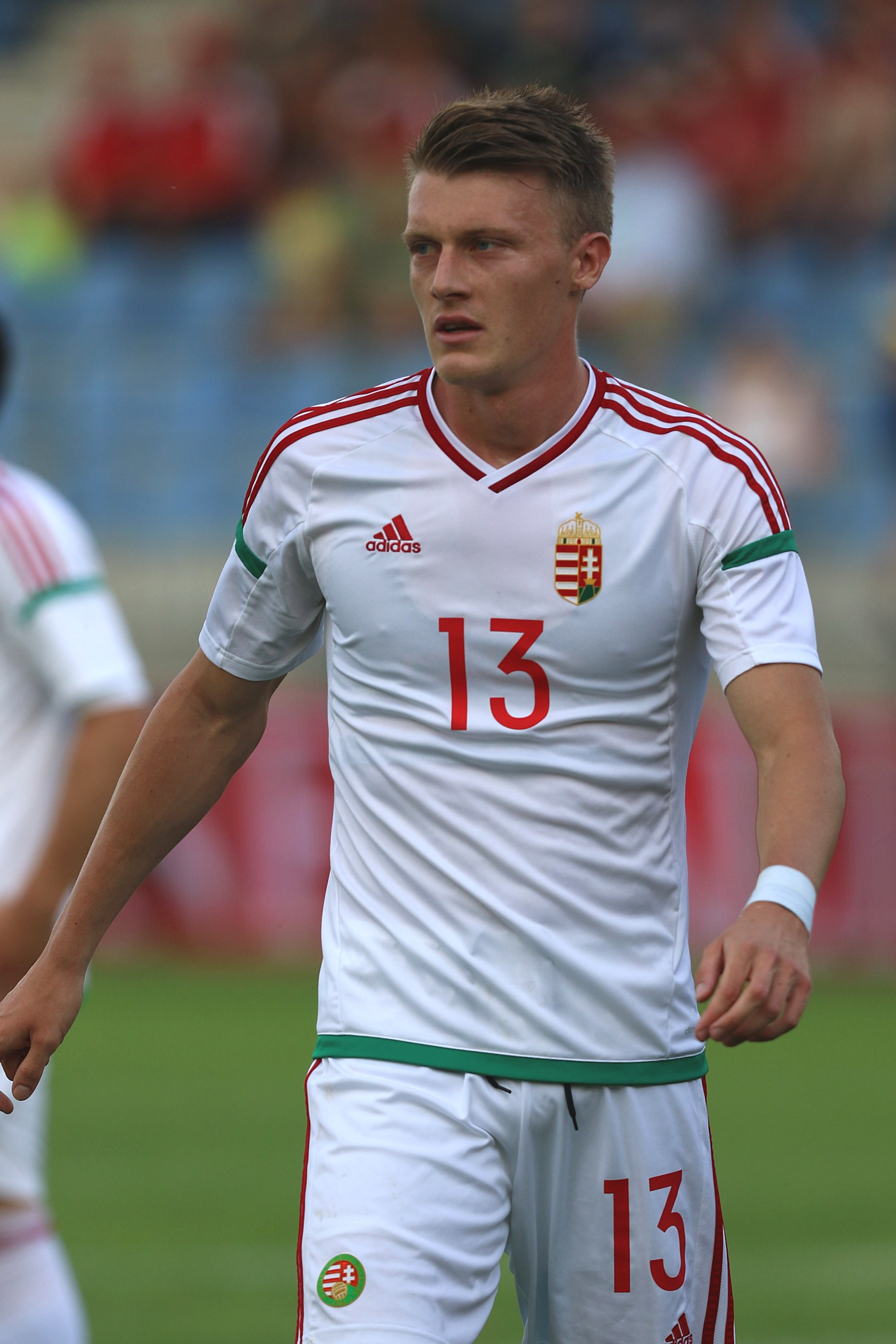
Макраи в составе юношеской сборной Венгрии

Макраи — воспитанник клубов «Казинцбарцика» и «МОЛ Фехервар». В 2014 году Габор подписал профессиональный контракт с «Академией Пушкаша». 27 июля 2017 года в матче против «Диошдьёра» он дебютировал в чемпионате Венгрии. В 2018 году для получения игровой практики Габор на правах аренды выступал за клуб Второй венгерской лиги «Жаквар», став лучшим бомбардиром команды. Летом 2019 года Макраи был отдан в аренду в «Диошдьёр». 21 августа в матче против «Вашаша» он дебютировал за новую команду. В поединке против «Уйпешта» Габор забил свой первый гол за «Диошдьёр». По окончании аренды клуб выкупил трансфер игрока.